# Forces armées maliennes

Malische Sanitäter

Die Forces armées maliennes, kurz FAMa, sind die Streitkräfte Malis. Sie bestehen aus einem Heer („Armée de terre“), einer Luftwaffe („Force aérienne de la République du Mali“), einer Präsidentengarde und einer Gendarmerie. Der ehemalige Name war Forces Armées et de Sécurité du Mali.

Malische Soldaten 2008

Die Malinschen Streitkräfte hatten eine kleine Marine, deren Stärke 2009 bei etwa 50 Soldaten mit drei Flusspatrulienbooten bestand und in Bamako, Mopti, Segou und Timbuktu stationiert waren. Während des Putsches von 2012 war unklar, inwiefern diese Marine noch weiter funktionierte. So wurde noch 2016 von einer Marine berichtet, jedoch findet sich keine Eintrag mehr im Military Balance von 2017. Offiziell war die Marine eine Einheit des Heers und war zuständig um gegen Schmuggel und Aufstandsbekämpfung vor zu gehen.
Mali gab 2020 knapp 4,5 Prozent seiner Wirtschaftsleistung oder 788 Millionen US-Dollar für seine Streitkräfte aus.

## Geschichte
Die Streitkräfte Malis wurden am 1. Oktober 1960 gegründet. Im Jahr 1968 putschte das Militär gegen die damalige malische Regierung und setzte Moussa Traoré als neuen Präsidenten ein. In den 1960er- und 1970er-Jahren bekam das malische Militär nach Angaben der CIA Waffen von der Sowjetunion. Zudem wurden Soldaten der Sowjetarmee in Mali stationiert. Die Beziehungen zur Sowjetunion als auch zu Frankreich waren nach dem Putsch verstärkt worden. Die damals mit der Sowjetunion geschlossenen Verträge bezüglich der malischen Armee hatten ein Volumen von 21 Millionen US-Dollar.
1974 gab es einen Grenzkonflikt mit Burkina Faso um den Agacher-Streifen, wobei auf malischer Seite eine MiG-17 aus bisher unbekannten Gründen abstürzte.
Nach einem Waffenstillstand eskalierte der Konflikt im Jahr 1985 erneut, nachdem Mali seine Truppen am 20. Dezember im Grenzgebiet zusammengezogen hatte. Am 25. Dezember brach der Krieg um den Agacher-Streifen erneut aus und dauerte nach mehreren gescheiterten Waffenstillstandsabkommen bis zum 30. Dezember.
Nachdem sich im sogenannten Ostblock viele Regierungen nicht mehr halten konnten und sich dort demokratische Staatsformen durchsetzten, verschlimmerten sich auch in Mali die wirtschaftlichen Probleme. 1991 putschte das Militär erneut und leitete einen demokratischen Wandel ein. Bereits ab 1990 kam es im Norden Malis mehrfach zu Rebellionen von Tuareg. Der Konflikt begann schon vor Moussa Traorés Absetzung und führte 1991 zu einem ersten Abkommen mit der Fronts Unifiés de l´Azawad. 1996, nach weiteren Abkommen mit den Rebellen, konnte sogar eine Integration von Rebellen in die Armee erreicht werden.
1998 bildeten rund 70 Soldaten der US-amerikanischen 3rd Special Forces Group im Rahmen des Trainingsprogramm African Crisis Response Initiative (ACRI) ein malisches Bataillon für Friedensmissionen aus.
Bei einer Geiselnahme im Jahr 2003 an Deutschen, Schweizerischen und Niederländischen Touristen halfen malische Militärs, im Norden des Landes die Spur zur entführten Gruppe aufzunehmen.
Motiviert durch den Krieg gegen den Terrorismus, unterstützten die US-Streitkräfte malische Soldaten im Zuge der Pan-Sahel-Initiative, indem sie mit ihnen gemeinsame Übungen durchführten. 2006 desertierten jedoch einige vormals integrierte Tuareg-Rebellen, was zu einem mehr oder weniger offenen Bürgerkrieg führte. Hierdurch verlor die Armee in zahlreichen Gebieten die Kontrolle. Nach dem Bürgerkrieg in Libyen (2011) kehrten zahlreiche Tuareg nach Mali zurück, die zuvor als Söldner auf Seiten Muammar al-Gaddafis gekämpft hatten. Die von zurückgekehrten Tuareg-Kämpfern gegründete Nationale Bewegung für die Befreiung des Azawad (MNLA) konnte weitere Ortschaften im Grenzgebiet zu Niger und Mauretanien erobern. Die malischen Streitkräfte griffen ihrerseits die Rebellen mit in Kidal und Gao stationierten Hubschraubern an.
Seit 2007 werden die malischen Streitkräfte auch von der Bundeswehr unterstützt. So wurden ausgemustertes Gerät, darunter 32 LKW, 14 kleine Boote und vier Wolf Geländewagen von der Bundeswehr nach Mali geschafft. Im Jahr 2009 ist Mali ein offizielles Partnerland der Ausstattungshilfe für ausländische Streitkräfte. Des Weiteren wurde ein Ausbildungszentrum für Pioniere in Mali gebaut.
2011 wurde die malische Fallschirmjägereinheit 33e Regiment des Commandos Parachutistes von Soldaten des Canadian Special Operations Regiment (CSOR) ausgebildet.
Am 21. März 2012 kam es zu einem Militärputsch. Die Putschisten begründeten den Staatsstreich mit der Unfähigkeit von Präsident Amadou Toumani Touré, den Aufstand der Tuareg im Norden des Landes unter Kontrolle zu bekommen. Jedoch konnte die Armee nach dem Putsch die Gebiete im Norden nicht halten und verlor nach und nach die Städte Kidal, Gao und Timbuktu an Tuareg-Rebellen. Seitdem sich die Situation mit zunehmendem Einfluss der islamistischen Gruppe Ansar Dine bei den Tuareg weiter verschlechterte, bekam die Idee einer internationalen Intervention zusammen mit den malischen Streitkräften mehr und mehr Befürworter.
Die regulären Streitkräfte hatten durch die Erfolge der Nationalen Bewegung für die Befreiung des Azawad (MNLA) seit Sommer 2012 mit zahlreichen Deserteuren zu kämpfen.

Seit 11. Januar 2013 unterstützte Frankreich mit der Opération Serval Mali im Kampf gegen die Islamisten. Diese Unterstützung Frankreichs – zwischenzeitlich in Opération Barkhane umbenannt – endete nach einem Zerwürfnis zwischen der französischen und malischen Regierung mit dem Abzug der letzten französischen Soldaten aus Gao am 15. August 2022. 

Der ehemalige malische Verteidigungsminister Natie Plea bei den Truppen während einer gemeinsamen Übung von malischen und US-amerikanischen Soldaten

Am 20. August 2020 putschte das Militär ein weiteres Mal (siehe Putsch in Mali 2020). Vorausgegangen waren mehrere Wochen, in denen die Bevölkerung gegen den Präsidenten Ibrahim Boubacar Keïta protestierte und von ihm forderte, sein Amt niederzulegen. Mitglieder der Regierung, unter anderem der Präsident wurden vom Militär während des Putsches zum Rücktritt gezwungen. Nachdem es für kurze Zeit einen Zivilen Übergangspräsidenten hatte putsche das Militär im Jahr 2021 erneut (siehe Putsch in Mali 2021) Nach dem wiederholten Putsch lehnte sich die Regierung seit Herbst 2021 mehr an Russland an als an den Westen. Von Russland kamen Helikopter und Jets. Anschließend auch Söldner der Gruppe Wagner. Offiziell heißt es, es sind „Russische Ausbilder“ im Land. Jedoch kämpften die Söldner zusammen mit dem malischen Militär in Einsätzen gegen Dschihadisten. Die Wagnergruppe hatte zur Folge, dass mehr Zivilisten bei Einsätzen ums Leben kommen. In der Stadt Moura kam es dann dazu, dass 500 Menschen getötet wurden, wie die UN schätzte.
Im Zusammenhang mit der Zusammenarbeit von Wagner wurden mehrere Personen von den USA Sanktioniert und auf die Specially Designated Nationals and Blocked Persons list des Office of Foreign Assets Control gesetzt weil sie gegen den Executiv Order 14024 verstießen. Dies sind Sadio Camara als Verteidigungsminister, Alou Boi Diarra, Chef d’Etat-major de l’Armée de l’Air (Generalstabschef der Luftwaffe) und Adama Bagayoko, als Stellvertreter von Alou Boi Diarra.

## Forces Patriotiques de Résistance (FPR)
Nach dem Putsch im März 2012 gerieten die Streitkräfte in Unordnung und verloren ihre Kampfesstärke. Die Islamisten konnten weiter nach Süden vorrücken. Die Wirtschaftsgemeinschaft der westafrikanischen Staaten (ECOWAS) forderte die Bildung einer Regierung der nationalen Einheit. Zur Verteidigung der Heimat bildeten sich neben den regulären Streitkräften mehrere bewaffnete Milizen und bereiteten sich auf die Rückeroberung der von islamistischen Gruppen wie der al-Qaida im Maghreb (AQIM) besetzten Gebiete vor. Zur Koordination der einzelnen Milizen wurden auf einer Pressekonferenz in Bamako am 21. Juli die Forces Patriotiques de Résistance (FPR) bekanntgegeben.
Die FPR bildete sich aus folgenden Selbstverteidigungs-Milizen:
- Ganda-Koy mit 2.000 Kämpfern unter Führung von Harouna Touré und überwiegend in der Region Gao im Einsatz. Rund 400 Kämpfer der Ganda-Koy sollen sich im Juli 2012 in Douentza der islamistischen Ansar Dine angeschlossen haben.
- Ganda-Iso mit 1.300 Kämpfern unter Führung von Muhammad Attaib Maiga
- Forces de Libération des Régions Nord du Mali (FLN)
- Alliance des Communautés de la Région de Tombouctou (ACRT)
- Force Armée Contre l’Occupation (FACO) und
- Cercle de Réflexion et d’Action (CRA)

Ein Großteil der FPR gehört den Ethnien der Fulbe und Songhai an.
Eine weitere Miliz, die sich in Gao gründete, ist die Popular Movement Soni Ali Ber unter Führung von Al-Hadj Tandjina.

## Ausrüstung

### Armée de terre
Das Heer von Mali verfügt über folgende Ausrüstung:

#### Fahrzeuge
| Typ            | Herkunft                     | Funktion               | Version                         | Anzahl     |
| -------------- | ---------------------------- | ---------------------- | ------------------------------- | ---------- |
| PT-76          | Sowjetunion                  | Leichter Panzer        |                                 | 2+         |
| BRDM-2         | Sowjetunion                  | Spähpanzer             |                                 |            |
| Bastion Patsas | Frankreich                   | Mannschaftstransporter | APC                             | 27         |
| BTR-60         | Sowjetunion                  | Mannschaftstransporter | PB                              | 10+        |
| BTR-70         | Sowjetunion                  | Mannschaftstransporter |                                 | 9          |
| Casspir        | Südafrika                    | MRAP                   |                                 | 29         |
| Marauder       | Südafrika                    | MRAP                   |                                 | 13         |
| Stark Motors   | Katar                        | MRAP                   | Storm Light                     | 24         |
| Streit         | Vereinigte Arabische Emirate | MRAP                   | Cougar Gladiator Python Typhoon | 30 4 5+ 21 |

#### Artillerie
| Typ        | Herkunft    | Kaliber | Funktion      | Anzahl |
| ---------- | ----------- | ------- | ------------- | ------ |
| D-30       | Sowjetunion | 122 mm  | Haubitze      |        |
| BM-21 Grad | Sowjetunion | 122 mm  | Raketenwerfer | 30+    |

### Force aérienne de la République du Mali

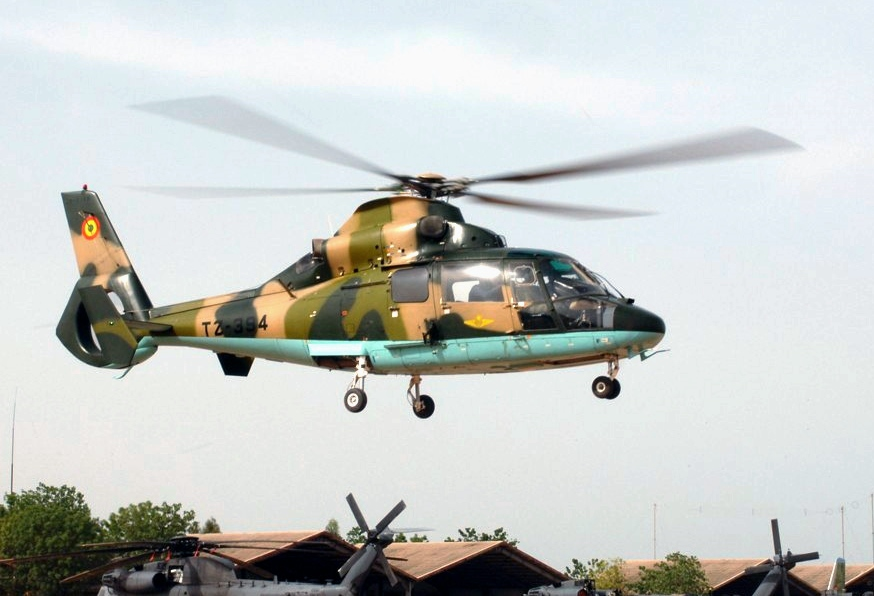
Hubschrauber vom Typ Harbin Z-9 der Luftwaffe Malis 2005

Die Luftwaffe von Mali verfügt über folgende Luftfahrzeuge (Stand Ende 2020):
| Typ                          | Herkunft               | Funktion              | Version     | Aktiv     | Bestellt  | Anmerkungen  |
| Flugzeuge                    | Flugzeuge              | Flugzeuge             | Flugzeuge   | Flugzeuge | Flugzeuge | Flugzeuge    |
| ---------------------------- | ---------------------- | --------------------- | ----------- | --------- | --------- | ------------ |
| Mikojan-Gurewitsch MiG-21    | Sowjetunion            | Abfangjäger           |             | 9         |           |              |
| Cessna 208                   | Vereinigte Staaten     | Aufklärungsflugzeug   |             | 1         |           |              |
| Antonow An-26                | Sowjetunion            | Transportflugzeug     |             | 1         |           |              |
| Britten-Norman BN-2 Islander | Vereinigtes Königreich | Transportflugzeug     |             | 1         |           |              |
| Basler BT-67                 | Vereinigte Staaten     | Transportflugzeug     |             | 1         |           |              |
| CASA C-295                   | Spanien                | Transportflugzeug     |             | 1         |           |              |
| Harbin Y-12                  | Volksrepublik China    | Transportflugzeug     |             | 2         |           |              |
| Embraer EMB 314 Super Tucano | Brasilien              | Schulflugzeug         |             | 3         |           |              |
| Aermacchi SF-260             | Italien                | Schulflugzeug         |             | 1         |           |              |
| Hubschrauber                 |                        |                       |             |           |           |              |
| Mil Mi-8                     | Sowjetunion            | Mehrzweckhubschrauber | Mi-171      | 4         |           | [ 1 ] [ 30 ] |
| Mil Mi-24                    | Sowjetunion            | Kampfhubschrauber     | Mi-24 Mi-35 | 6         | 2         |              |
| Aérospatiale AS 332          | Frankreich             | Transporthubschrauber | AS332 AS532 | 2         |           |              |

## Entsendung ins Ausland
Die Streitkräfte Malis beteiligten sich an Friedensmissionen in der Demokratischen Republik Kongo sowie in Liberia, Sierra Leone und der Zentralafrikanischen Republik.

## Militärische Weiterbildung

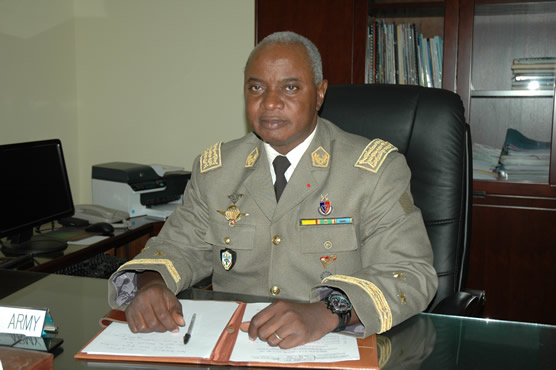
Divisionsgeneral Mahamane Toure, Direktor der Ecole de Maintien de la Paix

Die malischen Streitkräfte unterhalten folgende Schulen:
- École militaire interarmes de Koulikoro
- L’école de maintien de la paix de Bamako Alioune Blondin Beye (unter der Beteiligung anderer Staaten)

## Organisation
Die malischen Streitkräfte sind in acht verschiedene Regionen unterteilt:
- 1. Militärregion in Gao[32]
- 2. Militärregion in Segou[32]
- 3. Militärregion in Kati[33]
- 4. Militärregion in Kayes[34]
- 5. Militärregion in Timbuktu[35]
- 6. Militärregion in Sévaré[33]
- 7. Militärregion in Kidal[33]
- 8. Militärregion in Sikasso[33]